# Architeuthis japonica
Architeuthis japonica är en bläckfiskart som beskrevs av Pfeffer 1912. Architeuthis japonica ingår i släktet jättebläckfiskar, och familjen jättebläckfiskar. Inga underarter finns listade i Catalogue of Life.

## Bildgalleri

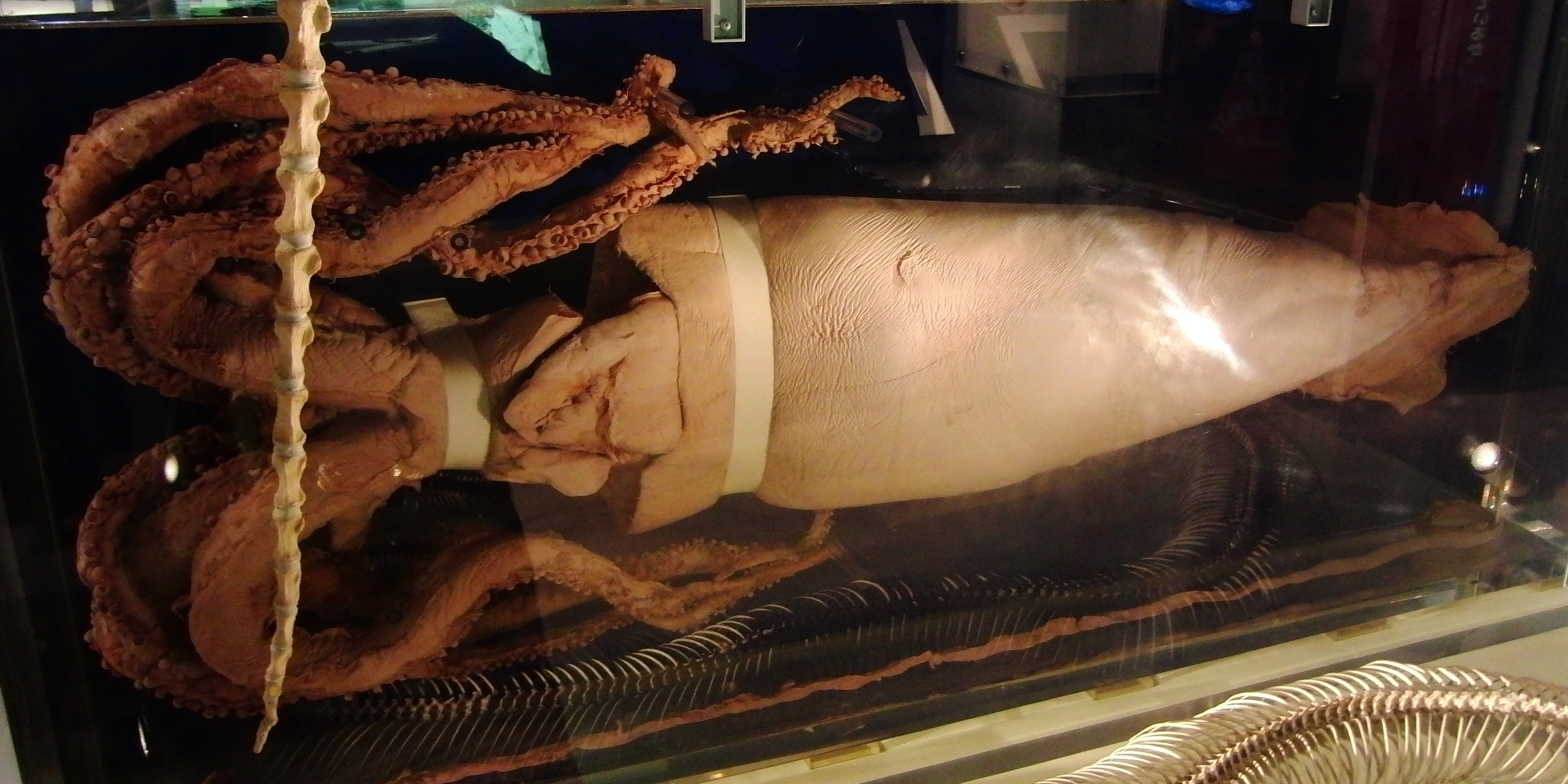